# Florensac
Florensac – miejscowość i gmina we Francji, w regionie Oksytania, w departamencie Hérault.
Według danych na rok 1990 gminę zamieszkiwały 3583 osoby, a gęstość zaludnienia wynosiła 100 osób/km² (wśród 1545 gmin Langwedocji-Roussillon Florensac plasuje się na 97. miejscu pod względem liczby ludności, natomiast pod względem powierzchni na miejscu 130.).